# Marc Almond
Peter Mark Sinclair Almond, noto come Marc Almond (Southport, 9 luglio 1957), è un cantante britannico.
È noto soprattutto per far parte del duo di musica synthpop/new wave Soft Cell.

## Biografia
Nasce nel Lancashire (oggi Merseyside) da Sandra Mary Diesen e Peter John Sinclair Almond, sottotenente del King's Regiment di Liverpool. Raggiunge la notorietà come componente del duo synthpop/new wave Soft Cell e inoltre ha registrato alcuni album col gruppo Marc Almond and the Willing Sinners, e come membro dei Marc and the Mambas assieme a Matt Johnson e Annie Hogan dei The The, con i quali ha collaborato nei suoi ultimi dischi da solista.
Ha anche collaborato con Kelli Ali degli Sneaker Pimps, Neal X nell'album Fantastic Star, Marie France, Agnes Bernelle, P.J. Proby, Nico, Gene Pitney nel singolo Something's Gotten Hold of My Heart, Siouxsie Sioux, Foetus (J. G. Thirlwell), Jimmy Somerville dei The Communards, Bronski Beat, gli Psychic TV, i Coil, The Mekons, King Rock, John Cale, Nick Cave e Lydia Lunch (The Immaculate Consumptive), David Johansen dei The New York Dolls, i Current 93, OTHON e Michael Cashmore.
Nonostante i Soft Cell si siano sciolti nel 1984 poco prima che il loro terzo album This Last Night in Sodom uscisse, nel 2002 il duo si riunì per un nuovo album dal titolo Cruelty Without Beauty, e per un nuovo tour mondiale che coinvolse anche il Wotapalava, un festival statunitense itinerante a tematiche omosessuali. I suoi lavori spaziano dall'elettronica e dalla musica dance fino alle tradizionali ballate al pianoforte, come si sente nel suo album Heart On Snow. Dichiara le influenze musicali di David Bowie, di band dei primi anni sessanta, del genere Northern Soul, e della disco music.
Affronta nei testi delle proprie canzoni argomenti spesso oscuri, come il travestitismo, la tossicodipendenza, la prostituzione e l'omicidio. Opera nel campo musicale anche con una propria etichetta discografica, la Blue Star Records, che ha pubblicato molti dei suoi dischi da solista e collaborazioni in Gran Bretagna. Nel 1999 riceve riconoscimenti per il libro autobiografico, Tainted Life, nel quale parla della propria gioventù, dei percorsi creativi, della propria omosessualità e della propria tossicodipendenza, a causa della quale fu ricoverato nel 2002.
È considerato un'icona gay, nonostante abbia dichiarato che non desidera il suo lavoro sia visto solamente come quello di un artista omosessuale i cui lavori sono destinati solamente ad altri omosessuali. Tuttavia la sua musica è ambigua e non da considerarsi omo- o eterosessuale, poiché può essere intesa secondo i desideri dell'ascoltatore. Alcune delle sue canzoni sono del resto esplicitamente omosessuali, o usano termini del gergo omosessuale per descrivere situazioni tipiche della sottocultura gay (senza contare il ricorso deliberato al camp e il riferimento alle icone gay).
È stato anche membro della Chiesa di Satana, un culto satanico fondato nel 1966 da Anton Szandor LaVey. Il 17 ottobre 2004 rimane gravemente ferito in un incidente motociclistico a Londra. Nonostante le condizioni iniziali sembrassero molto critiche, viene dimesso dall'ospedale l'8 novembre 2004. Nel 2007 è uscito un suo album solista dal titolo Stardom Road, costituito interamente da cover di altri brani e nel 2008 ha partecipato all'album Digital Angel del compositore Othon, nel quale canta con David Tibet ed Ernesto Tomasini.
Nell'estate del 2009 è uscito l'album Orpheum in Exile - The Songs of Vadim Kozin e nell'autunno dello stesso anno comincia una tournée del Regno Unito con ospite fissa Baby Dee (e Othon & Tomasini alla Roundhouse di Londra). Nell'estate 2010 è uscito l'album Varieté, annunciato come il suo ultimo contenente canzoni originali. Nel 2011 esce l'album Feasting with Panthers, una collaborazione con il musicista Michael Cashmore. Ad agosto ha portato con successo l'opera contemporanea "Ten Plagues" al Festival di Edimburgo e in autunno partecipa a un ulteriore progetto di Othon, Impermanence. Il singolo Last Night I Paid to Close My Eyes, tratto dall'album e cantato da Almond e da Ernesto Tomasini, esce a ottobre su ITunes.
Nel 2017 pubblica l'album Shadows and Reflections, contenente due inediti e molte cover di classici degli anni 60 presi dal repertorio di The Young Rascals, Billy Fury, Timi Yuro, The Yardbirds, Burt Bacharach e Julie Driscoll.
Nel 2018 pubblica insieme a Jools Holland l'album  “A Lovely Life To Live”.

## Discografia

### Album in studio
- 1982 - Untitled (come Marc & The Mambas) #41 UK
- 1983 - Torment & Toreros (come Marc & The Mambas) #28 UK
- 1984 - Bite Black and Blues (come Raoul and the Ruined)
- 1984 - Vermin in Ermine (con The Willing Sinners) #6 UK
- 1985 - Stories of Johnny (con The Willing Sinners) #14 UK
- 1986 - Violent Silence (mini Album)
- 1986 - A Woman's Story (mini album)
- 1987 - Mother Fist and Her Five Daughters (con The Willing Sinners) #8 UK
- 1987 - Singles 1984 - 1987
- 1987 - Slut (con Flesh Volcano, EP)
- 1988 - The Stars We Are (con La Magia) #2 UK #144 US
- 1989 - Jacques
- 1990 - Enchanted #9 UK
- 1991 - Memorabilia: The Singles (Soft Cell/Marc Almond)
- 1991 - Tenement Symphony #17 UK
- 1992 - A Virgin's Tale - Volume I
- 1992 - A Virgin's Tale - Volume II
- 1993 - Twelve Yyears of Tears (live al Royal Albert Hall)
- 1993 - Absinthe: The French Album
- 1995 - Treasure Box (raccolta di b-sides e rarità)
- 1996 - Fantastic Star
- 1998 - Marc Almond And La Magia Live in Concert
- 1999 - Open All Night #112 UK
- 2000 - Liverpool Philharmonic Hall
- 2001 - Stranger Things
- 2001 - Live at the Union Chapel
- 2002 - Little Rough Rhinestones Volume 1
- 2003 - The Willing Sinner
- 2003 - Marc Almond in Session Volume 1
- 2003 - Heart on Snow
- 2003 - Marc Almond in Session Volume 2
- 2007 - Stardom Road
- 2009 - Orpheum in Exile - The Songs of Vadim Kozin
- 2010 - Varieté
- 2011 - Feasting with Panthers
- 2015 - The Velvet Trail
- 2017 - Shadows and Reflections
- 2020 - Chaos And A Dancing Star

### Singoli
- 1982 - Sleaze (come Marc and the Mambas)
- 1983 - Black heart (come Marc and the Mambas)
- 1983 - Torment (come Marc and the Mambas)
- 1984 - Slut (come the flesh volcano con clint ruin)
- 1984 - The Boy Who Came Back
- 1984 - You Have
- 1984 - Tenderness Is a Weakness
- 1985 - I Feel Love (medley) (Bronski Beat con Marc Almond)
- 1985 - Skin (con Guy Chambers come The Burmoe Brothers)
- 1985 - Stories of Johnny
- 1985 - Love Letter
- 1986 - The House Is Haunted (By the Echo of Your Last Goodbye)
- 1986 - A Woman's Story
- 1986 - Ruby red
- 1987 - Melancholy Rose
- 1987 - Mother Fist
- 1987 - This House Is a House of Trouble (con Sally Timms (Mekon) e The Drifting Cowgirls)
- 1988 - Tears Run Rings
- 1988 - Bitter Sweet
- 1989 - Something's Gotten Hold of My Heart (feat. Gene Pitney)
- 1989 - Only the Moment
- 1990 - A Lover Spurned
- 1990 - The Desperate Hours
- 1990 - Waifs and Strays
- 1991 - Say Hello Wave Goodbye '91 (con i Soft Cell)
- 1991 - Tainted Love (con i Soft Cell)
- 1991 - Jacky
- 1992 - My Hand Over My Heart
- 1992 - The Days of Pearly Spencer
- 1993 - What Make a Man a Man
- 1995 - Adored and Explored
- 1995 - The Idol
- 1995 - Child Star
- 1996 - Out There/Brilliant Creatures
- 1996 - Yesterday Has Gone (con P.J. Proby)
- 1998 - Black Kiss
- 1999 - Tragedy (Take a Look and See)
- 1999 - My Love
- 2001 - Please Stay (con Mekon)
- 2001 - Glorious
- 2001 - Total Eclipse (Rosenstolz, Marc Almond & Nina Hagen)
- 2001 - Soul on Soul (System F & Marc Almond)
- 2003 - Gone But Not Forgotten
- 2004 - Vanity Poverty Revenge/Neo Burlesque (Punx Soundcheck featuring Marc Almond)
- 2004 - Sheherezade
- 2004 - Face Control EP
- 2005 - Delirious
- 2005 - Prime Evil
- 2005 - Perfect Honey
- 2005 - Baby's on Fire
- 2008 - Gabriel & the Lunatic Lover (con Michael Cashmore)
- 2011 - Last Night I Paid To Close My Eyes (by Othon, feat. Marc Almond & Ernesto Tomasini)

## Libri
- The Angel of Death in the Adonis Lounge (1988, poesie)
- Beautiful Twisted Night (1999, poesie, testi di canzoni e prosa)
- Tainted Life (1999, autobiografia)
- The End of New York (2001, poesie e prosa)
- In Search of the Pleasure Palace - Disreputable Travels (2004, autobiografia)